# Piła (powiat jędrzejowski)
Piła – wieś sołecka w Polsce położona w województwie świętokrzyskim, w powiecie jędrzejowskim, w gminie Sędziszów.
W latach 1975–1998 miejscowość należała administracyjnie do województwa kieleckiego.

## Historia
Piła wieś w powiecie jędrzejowskim, gminie Sędziszów, parafii Mstyczów. W roku 1883 liczyła 4 osady, 32 mórg ziemi. Wieś wchodziła w skład dóbr Gniewięcin.

## Archeologia
W Pile prowadzano badania archeologiczne w 1904 r. i w latach 60. XX w. Prace wykopaliskowe z 1980 r. doprowadziły do odkrycia grotów bełtów, gwoździ, fragmentów ceramiki, oraz zwierzęcych kości.
Grodzisko leży na skraju podmokłej doliny potoku Lipka, współcześnie jest to północna część wsi Piła. Pozostałości grodziska, pochodzącego z 2 połowy XIII w., to kopiec ziemny o średnicy 30 m i wysokości 8 m oraz nasyp otaczający resztki fosy. Na szczycie odkryto pozostałości drewnianej budowli.